# سفارت بریتانیا در پاریس
سفارت بریتانیا در پاریس (به فرانسوی: Ambassade du Royaume-Uni en France) یک منطقهٔ مسکونی و نمایندگی سیاسی این کشور در فرانسه است که در پاریس واقع شده‌است.